# Systole salviae
Systole salviae är en stekelart som beskrevs av Zerova 1968. Systole salviae ingår i släktet Systole och familjen kragglanssteklar. Inga underarter finns listade i Catalogue of Life.